# Sarazm

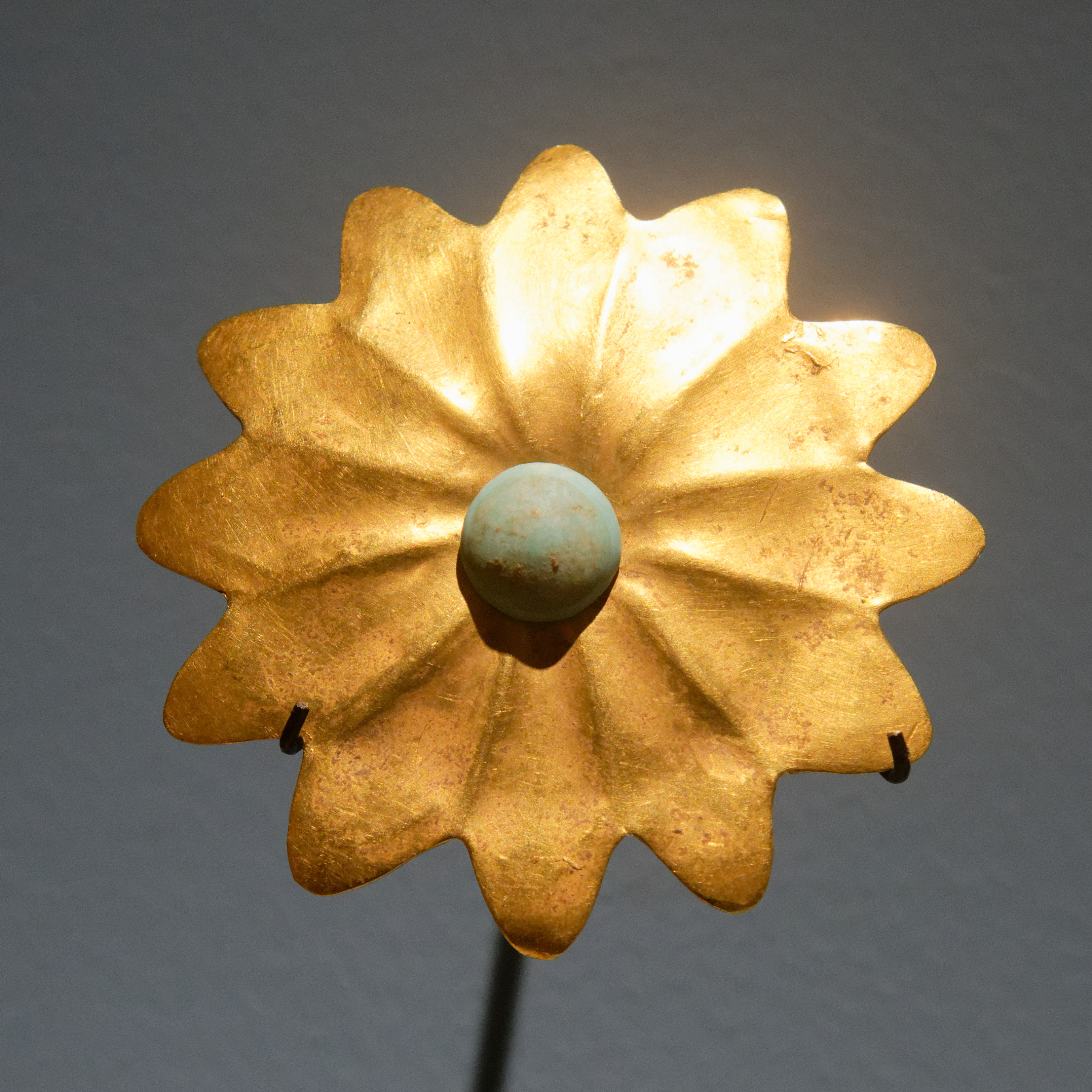
bloem met 12 bloemblaadjes uit het cultusbouwwerk in Sarazm, begin 3e millennium v.Chr.

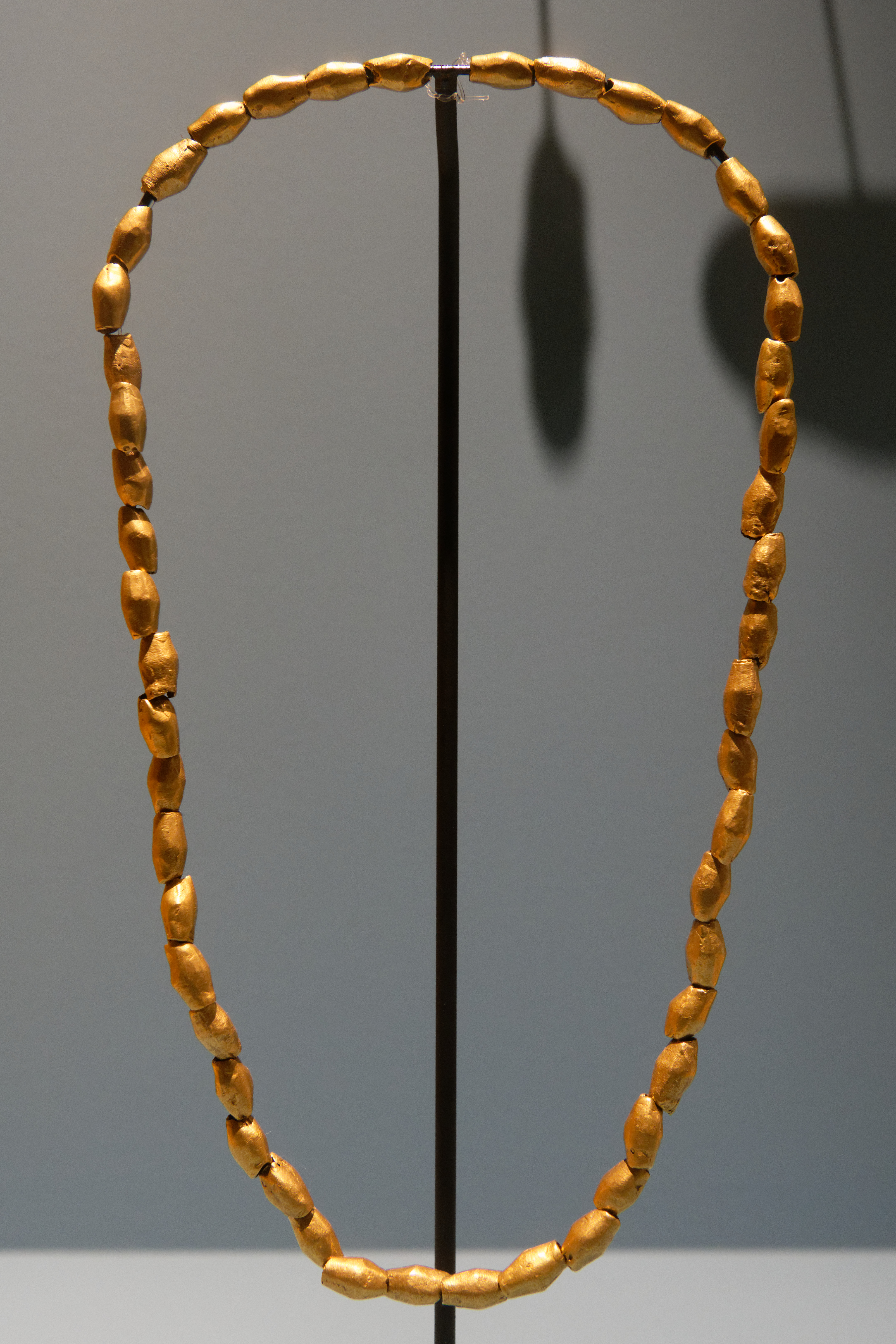
kralenketting uit het graf van de zogenaamde “prinses van Sarazm”, midden 4e millennium v.Chr.

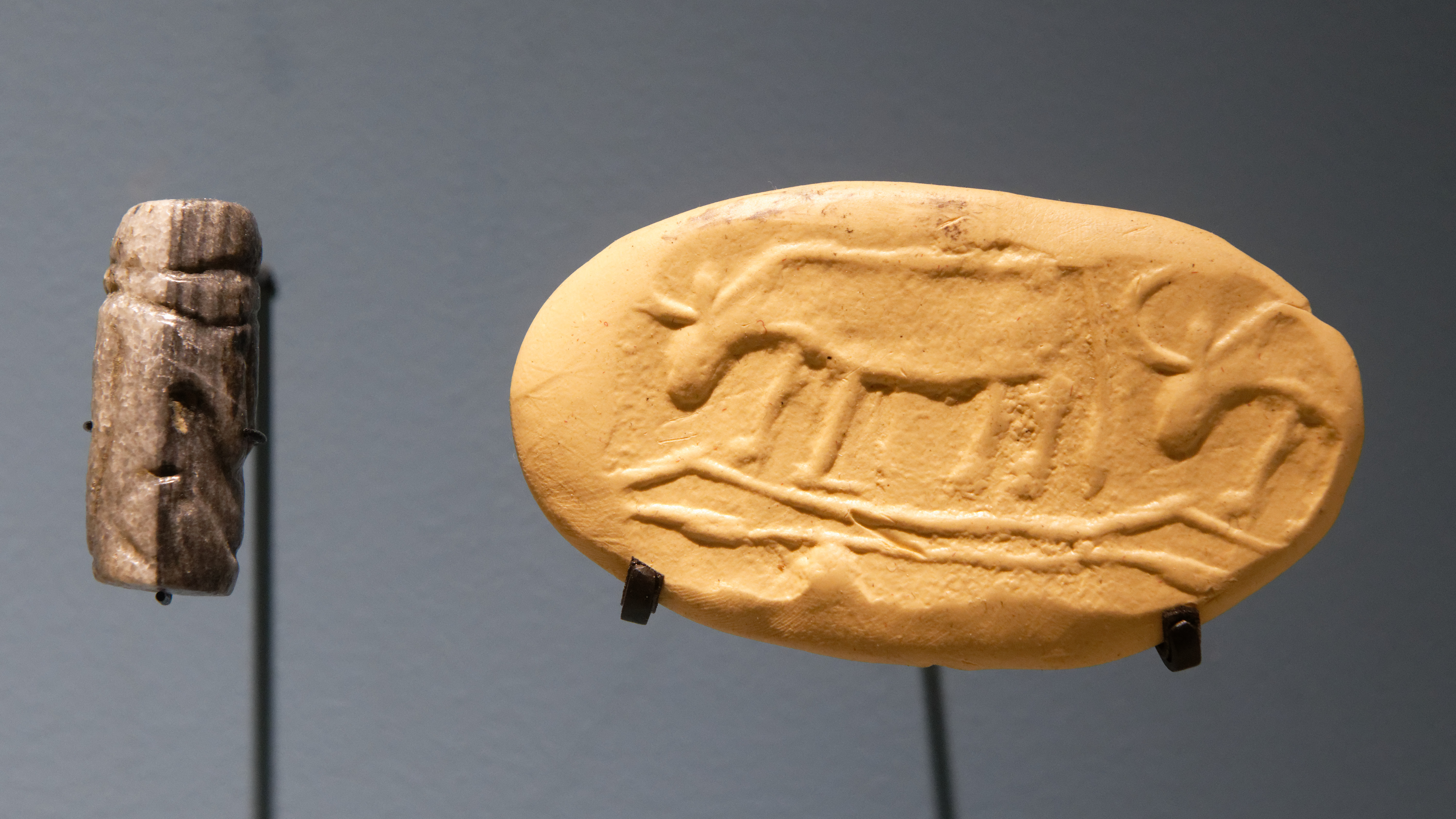
cilinderzegel, eind 4e millennium v.Chr.

Sarazm (Tadzjieks: Саразм) is een oude stad en dzjamoat in het noordwesten van Tadzjikistan. Ze dateert uit het 4e millennium v.Chr. en staat op de werelderfgoedlijst van UNESCO. De dzjamoat maakt deel uit van de stad Pandzjakent in de provincie Soeghd en heeft een totale bevolking van 27.877 (2015). 
De archeologische vindplaats van Sarazm ligt nabij Sohibnazar, een dorp gelegen op de linkeroever van de Zeravshan, vlak bij de grens met Oezbekistan. De Sarazmcultuur gaat lang vooraf aan de komst van de Andronovo-steppecultuur uit het noorden in het 2e millennium v.Chr.

## Archeologie
De site ligt 15 km ten westen van de stad Pandzjakent en beslaat een gebied van ongeveer 1,5 km lang en 400 tot 900 m breed. Op haar hoogtepunt zou het een oppervlakte van wel 90 hectare beslaan. 
De site is van groot belang voor archeologen omdat het de eerste protohistorische agrarische samenleving in deze regio van Centraal-Azië vormt. Bovendien is het de meest noordoostelijke van deze protohistorische permanente agrarische nederzettingen. Sarazm was de eerste stad in Centraal-Azië die economische betrekkingen onderhield met een netwerk van nederzettingen over een uitgestrekt gebied, van de steppen van Turkmenistan en het Aralmeer in het noordwesten tot het Iraanse plateau en de Indus in het zuiden en zuidoosten. 

### Ontdekking en opgravingen
Na oppervlaktevondsten als gevolg van landbouwactiviteiten begon de eerste opgraving van de locatie in 1977, uitgevoerd door Abdoella Isakov van de Academie van Wetenschappen van Tadzjikistan. Tijdens die eerste opgraving werden op verschillende locaties acht peilingen uitgevoerd en drie terreinen afgegraven. In 1987 zijn zeven gebieden opgegraven en twintig peilingen uitgevoerd. 

#### Internationale samenwerking
De site werd onderzocht door meerdere samenwerkingsverbanden tussen de Tadzjiekse SSR en internationale partners. Met name was er vanaf 1984 een vruchtbare samenwerking tussen Franse en Tadzjiekse onderzoekers. In 1985 werd een samenwerkingsovereenkomst getekend tussen het Centre national de la recherche scientifique (CNRS) en de Tadzjiekse Academie van Wetenschappen voor drie jaar, een partnerschap dat zou worden verlengd tot 1998, toen de Franse missie veranderde in de richting van het ondersteunen van het behoud van de site. De meeste archeometrische analyses werden uitgevoerd door de CNRS in Frankrijk. De Franse missie stond onder toezicht van Roland Besenval, Bertille Lyonnet (keramologie) en Fabien Cesbron (mineralogie).
In 1985 namen twee Amerikaanse professoren, Philip Kohl (Wellesley College) en Carl Lamberg-Karlovsky (Harvard) deel aan een expeditie die was georganiseerd als een gezamenlijk archeologisch uitwisselingsprogramma van de Sovjet-Unie en de Verenigde Staten. 

#### Stratigrafie en datering
De site bestaat uit vier bewoningslagen, gescheiden door lange periodes van verlatenheid. Er is in totaal ongeveer 1,5 tot 2 m aan afzettingen gedurende ongeveer een millennium van bewoning. Niet alle vier lagen zijn op elke locatie te vinden, wat erop wijst dat de nederzetting door de eeuwen heen is verplaatst. De verschillende lagen zijn genummerd Sarazm I, II, III, IV, waarbij Sarazm I de oudste laag is. 
De datering van de lagen is onzeker, hoewel de meesten het erover eens zijn dat de eerste helft van het 4e millennium v.Chr. het begin van de bewoning was. De datering is in eerste instantie tot stand gekomen via radiokoolstofdatering. De opgraving VII, uitgevoerd door de Franse missie, leverde ook enige radiokoolstofdata op.
De datering werd ook bevestigd door de culturele artefacten van andere culturen die al waren onderzocht. De aanwezigheid van Turkmeense kleischerven uit de Namazga II- en III- periode en Togau-aardewerk uit Beloetsjistan kunnen bijvoorbeeld getuigen van bewoning vanaf de eerste helft van het 4e millennium tot de tweede helft van het 3e millennium v.Chr.

### Economie
Uit de lagen II, III en IV is een groot metaalrepertoire opgegraven, waaronder dolken, priemen, beitels, bijlen en sierstukken. Er is bewijs dat het metaal daadwerkelijk in Sarazm werd bewerkt met behulp van soortgelijke technieken als die welke werden gebruikt in Mesopotamië, het Iraanse plateau en de Indusvallei. 
Sommigen menen dat Sarazm rond 3000 v.Chr. het grootste exporterende metallurgische centrum van Centraal-Azië was. 
Het in Sarazm gevonden aardewerk duidt op contacten die zich uitstrekten tot het Iraanse plateau, Noord-Beloetsjistan en Turkmenistan. Er is bijvoorbeeld aardewerk gevonden uit de Noordoost-Iraanse cultuur uit de bronstijd, uit Sistan en  Beloetsjistan. 
De landbouw werd ook mogelijk gemaakt door de aanleg van irrigatiefaciliteiten waardoor de inwoners het water uit de Zerafshan konden gebruiken en ook het water uit de bergen konden opvangen. Tarwe (vrij dorsende hexaploïde) en gerst (zowel naakt als gepeld) werden op de locatie ontdekt, terwijl er geen bewijs voor bremgierst en peulvruchten werd gevonden. De naakte gerst gevonden in Sarazm is qua morfologie vergelijkbaar met de gerst die werd aangetroffen op locaties in Pakistan zoals Mehrgarh en Nausharo, en ook vergelijkbaar met de gerst op de vroegste locaties in China waar gerst werd gevonden. De inwoners waren betrokken bij het hoeden van voornamelijk runderen, schapen en geiten. De veehouderij was gericht op de maximalisatie van de secundaire producten (melk, wol en leer). 
De Sarazm III-periode komt overeen met het hoogtepunt van de economie van Sarazm toen de bevolking was gegroeid, de bouwtechnieken waren verbeterd en verschillende economische activiteiten zoals aardewerk (met behulp van het nieuw uitgevonden langzaam roterende pottenbakkerswiel) en meer specialisatie in de metallurgie en andere ambachten. 
Er wordt aangenomen dat de stad nieuw leven is ingeblazen als mijnbouwpunt om turkoois te verzamelen uit nabijgelegen bronnen.  Bovendien is de Zerafshan-vallei rijk aan mineralen: goud, zilver, galeniet, koper, tin en kwik.  De stad zou betrokken zijn geweest bij de mijnbouw en bewerking van lokale hulpbronnen. 

### Architectuur
Van de vele bouwwerken die zijn opgegraven, lijkt het merendeel uit woningen met meerdere kamers te bestaan, maar sommige lijken een ander doel te hebben en dienden als gemeenschappelijke gebouwen. Die gebouwen lijken goed doordacht met duidelijke plannen, regelmatige stenen muren die soms bedekt zijn met een gekleurde pleisterlaag, maar hun functies blijven onduidelijk. Op de locatie zijn twee belangrijke bouwtechnieken aanwezig: ruwe leemsteen (gevormd en gedroogd onder de zon) en handgevormd leembouwwerk. 
De Sarazm I-architectuur werd zwaar beschadigd door de daaropvolgende laag en is daarom slecht bestudeerd. De gebouwen uit de tweede periode tonen de aanwezigheid van doorgangen van 50-60 cm bij 20-25 cm die de gebouwen van een complex met elkaar verbinden en toegang geven tot een binnenplaats waar ook broodovens stonden. De vloeren werden tijdens de Sarazm III-periode meestal gebrand. Sommige gebouwen hadden ook grote haarden, en op basis van observaties van soortgelijke haarden in Turkmenistan werd getheoretiseerd dat deze gebouwen mogelijk als cultusgebieden hadden gediend. 
Bij opgraving II werden ook vestingwerken ontdekt. 

### Begraafplaatsen
De begraafplaatsen hadden de vorm van een grote cirkel met een diameter van 15 m, omgeven door een muur. In sommige grafkamers zijn waardevolle voorwerpen zoals aardewerk en kralen gevonden. Een grote necropolis moet nog ontdekt worden. 
Na de analyse van de overblijfselen heeft de antropoloog Telman Chodzjajov geconcludeerd dat de bevolking van Sarazm afkomstig was uit het zuidelijke deel van Centraal- en Zuidwest-Azië en genetisch verwant was aan de bevolking van andere kopertijd-vindplaatsen in Turkmenistan als Geoksur en Qara-depe.

### Cultuur en kunst
Op haar hoogtepunt bloeide de stad economisch en artistiek. Het aardewerk was rijkelijk versierd met motieven zoals cirkels, kruisen, driehoeken, lijnen en netpatronen, beschilderd met rode, gele en blauwe pigmenten. Er werden ook terracotta beeldjes van vrouwen en dieren gevonden, toen sculpturale figuren naar voren kwamen als een belangrijke artistieke trend.  
De religieuze overtuigingen van de Sarazm-bevolking zijn onduidelijk, maar we weten dat ze altaren hadden waar heilige vuren brandden. 
Sarazm lijkt verbonden te zijn met de Geoksurcultuur via haar oostwaartse migratie in de regio. 

## Status van werelderfgoed
De proto-stedelijke site van Sarazm werd in juli 2010 op de Werelderfgoedlijst geplaatst als "een archeologische vindplaats die getuigt van de ontwikkeling van menselijke nederzettingen in Centraal-Azië, van het 4e millennium v.Chr. tot het einde van het 3e millennium v.Chr." Het was de eerste werelderfgoedlocatie in Tadzjikistan.
Om de archeologische vindplaats te beschermen zijn sommige gebieden bedekt met een metalen dak, terwijl andere onder de grond zijn herbegraven. Met de hulp van de lokale bevolking en het onderzoeksinstituut CRATerre is een beschermende laag van rijstschillen en gestabiliseerde aarde ontworpen om kwetsbare, voorheen onbedekte gebieden te bedekken. 

## Afbeeldingen

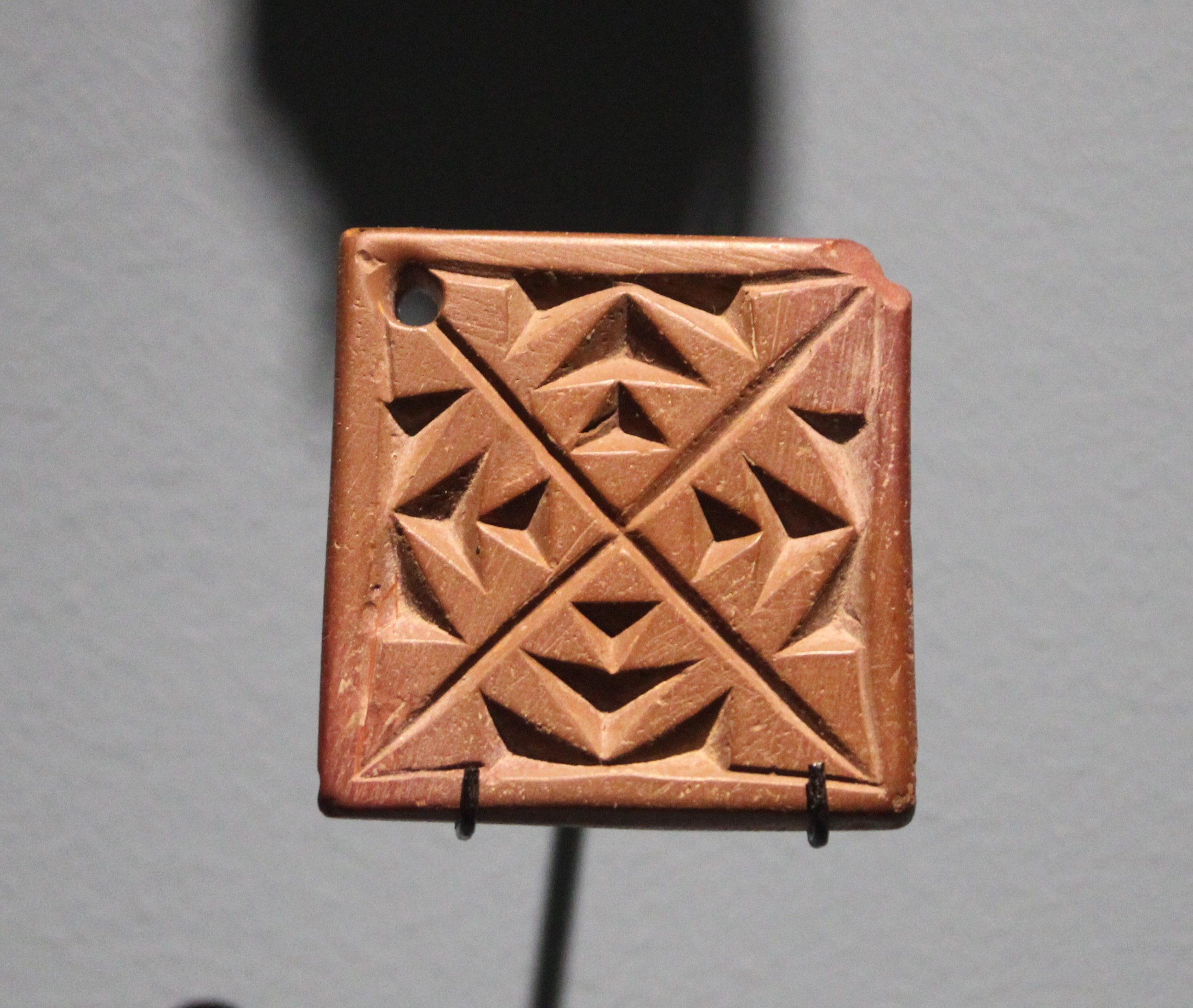
stenen zegel, mid-2e millennium v.Chr.
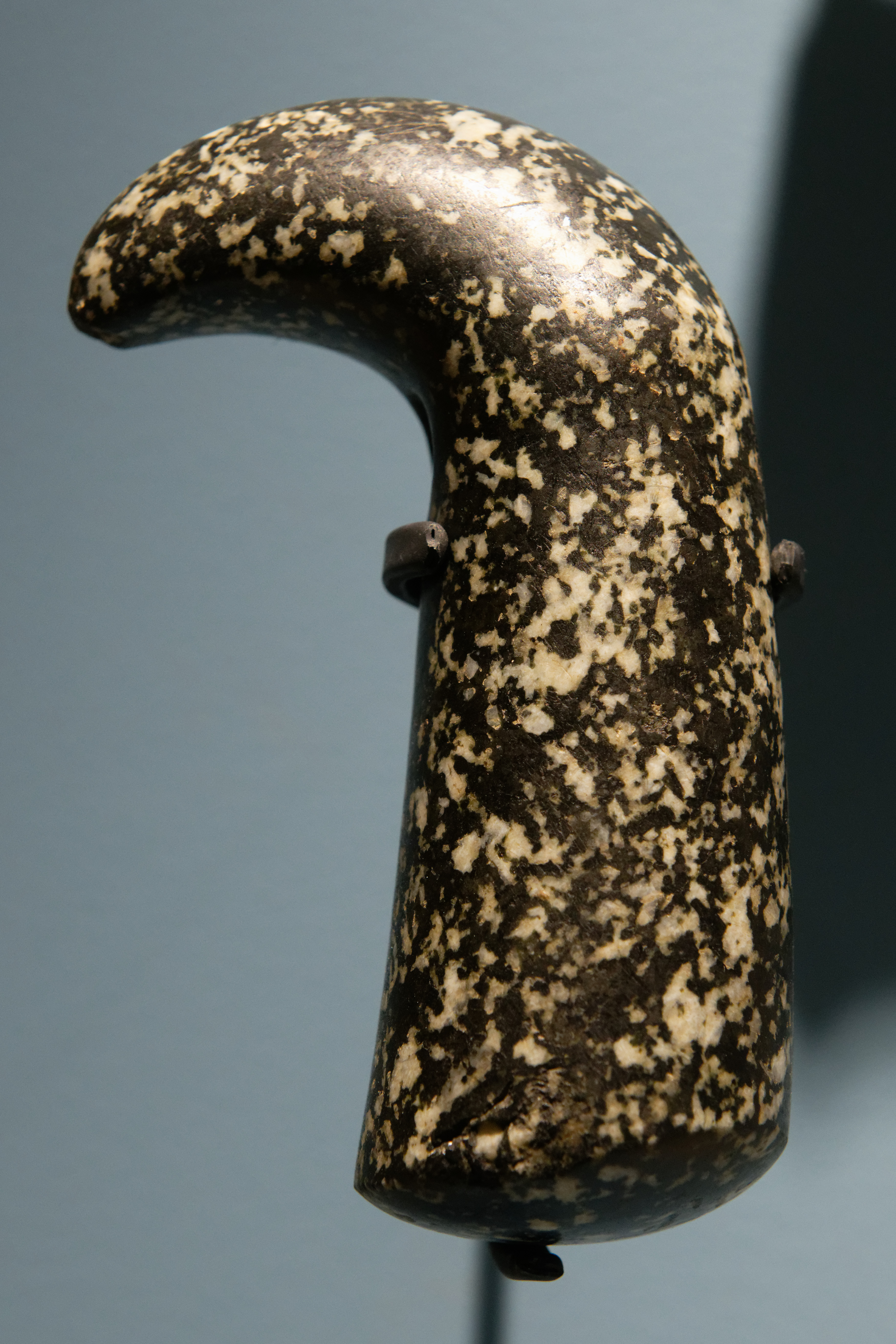
skepter, 2e helft 3e millennium v.Chr.
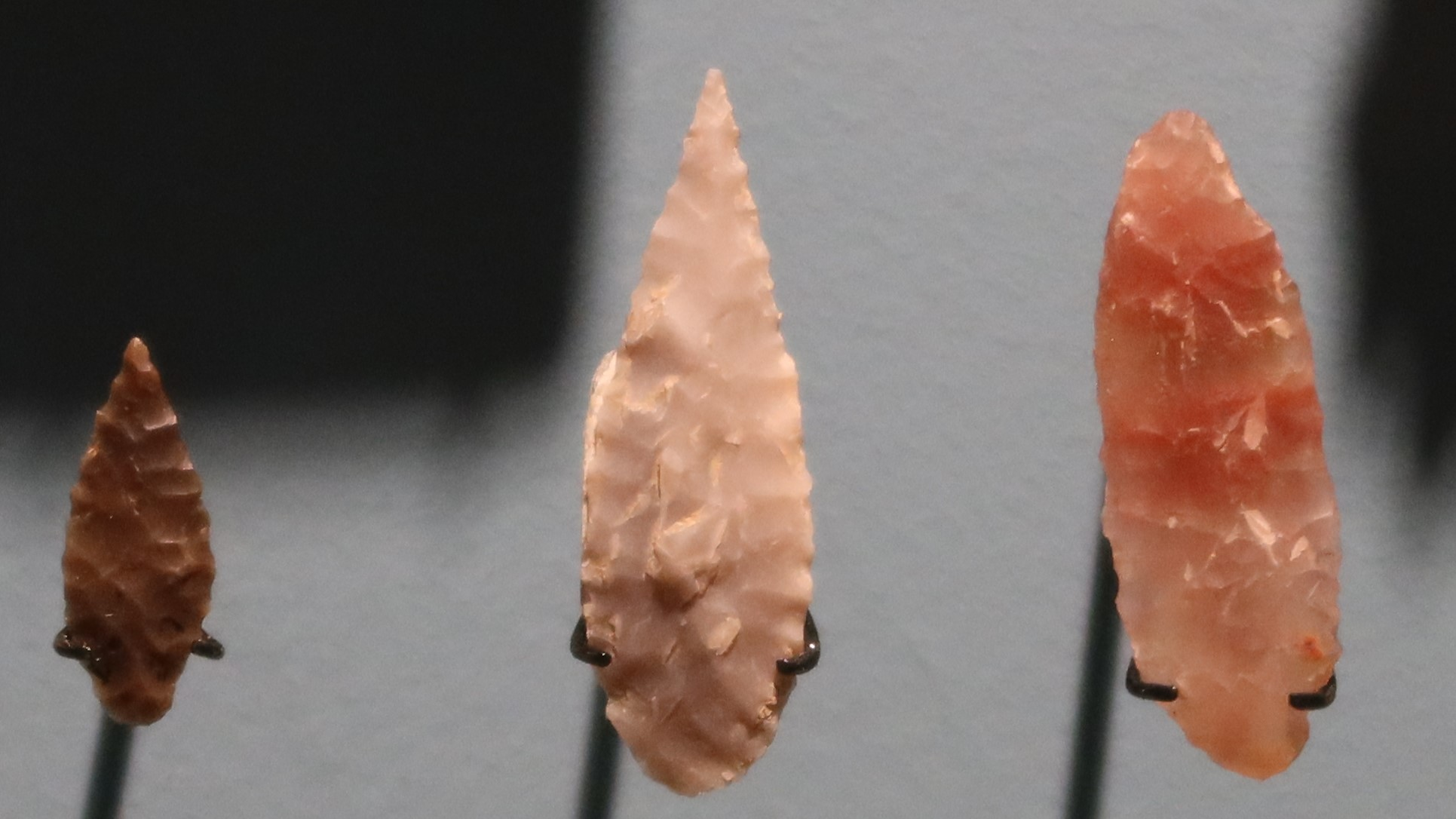
pijlpunten, 4e - 3e millennium v.Chr.
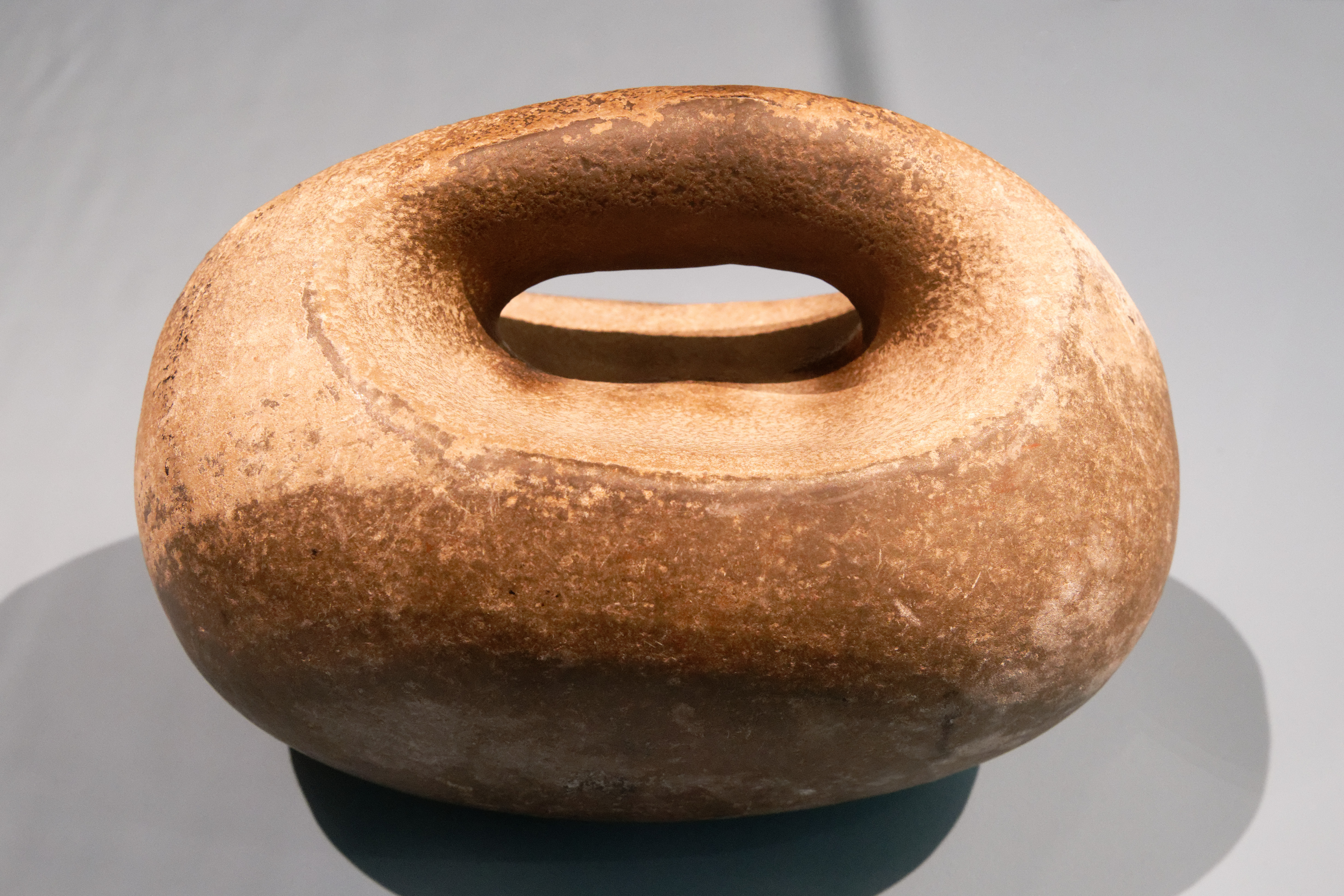
steen met handvat, mogelijk gewicht, 4e - 3e millennium v.Chr.
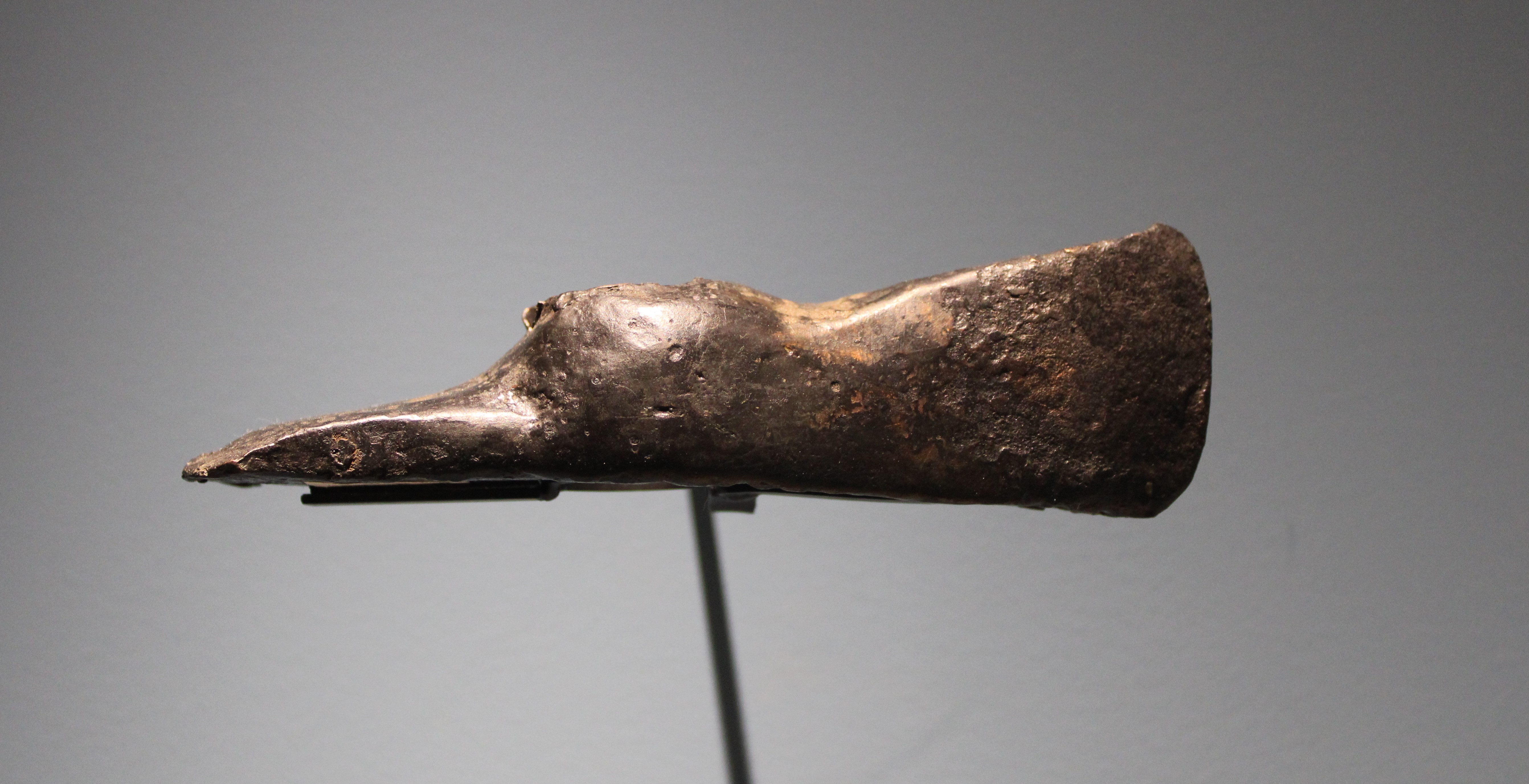
bronzen bijl,  2e helft 3e millennium v.Chr.

- Virtual International Authority File: 238114834